# Helbedündorf
Helbedündorf é um município da Alemanha localizado no distrito de Kyffhäuserkreis, estado da Turíngia.